# Джанбатиста Бенедети
Джанбатиста Бенедети (на италиански: Gianbattista Benedetti) е италиански физик и математик. Той е привърженик на коперниканството и през 1553 установява, че различните тела падат с еднакво ускорение, откритие, често приписвано на Галилео Галилей. Бенедети работи и в областта на акустиката, като през 1563 предлага нова теория за консонанса.